# United Nations Mission of Observers in Tajikistan
Die United Nations Mission of Observers in Tajikistan (abgekürzt UNMOT), Beobachtermission der Vereinten Nationen in Tadschikistan, eine UN-Friedensmission, basierte auf der UN-Resolution 968 vom 16. Dezember 1994 und war vom 4. Dezember 1994 bis 15. Mai 2000 in Tadschikistan eingesetzt.
Ziel des UN-Mandats war die Überwachung der Waffenruhe und des Friedensabkommens zwischen der Regierung Tadschikistans und der „Vereinigten Tadschikischen Opposition“. Leiter der Mission war bis März 1995 der Rumäne Liviu Bota, anschließend bis Mai 1996 der Kroate Darko Silovic.